# Mariam Bolkwadse
Mariam Bolkwadse (georgisch მარიამ ბოლქვაძე; * 1. Januar 1998) ist eine georgische Tennisspielerin.

## Karriere
Bolkwadse begann mit neun Jahren das Tennisspielen und ihr bevorzugter Belag ist der Sandplatz. Sie spielt vorrangig auf der ITF Women’s World Tennis Tour, wo sie bislang acht Einzel- und 12 Doppeltitel gewann.
2016 stand sie zusammen mit Catherine McNally im Finale des Juniorinnendoppels in Wimbledon. Ihr erstes Turnier der WTA Tour bestritt Bolkwadse bei den Nature Valley Open, wo sie eine Wildcard für die Qualifikation erhielt, dort aber bereits in der ersten Runde gegen Chloé Paquet mit 0:6 und 6:71 scheiterte.
Im Jahr 2015 spielte Bolkwadse erstmals für die georgische Fed-Cup-Mannschaft; ihre Fed-Cup-Bilanz weist bislang 6 Siege bei 5 Niederlagen aus.

## Turniersiege

### Einzel
| Nr. | Datum             | Turnier             | Kategorie   | Belag     | Finalgegnerin           | Ergebnis       |
| --- | ----------------- | ------------------- | ----------- | --------- | ----------------------- | -------------- |
| 1.  | 5. April 2015     | Scharm asch-Schaich | ITF $10.000 | Hartplatz | Lina Gjorcheska         | 6:1, 6:4       |
| 2.  | 3. April 2016     | Scharm asch-Schaich | ITF $10.000 | Hartplatz | Sofja Schuk             | 6:3, 7:5       |
| 3.  | 2. September 2016 | Batumi              | ITF $10.000 | Sand      | Alexandra Pospelowa     | 6:4, 7:68      |
| 4.  | 7. Mai 2017       | Kairo               | ITF $15.000 | Sand      | Camila Giangreco Campiz | 6:3, 3:6, 7:64 |
| 5.  | 14. April 2019    | Óbidos              | ITF W25     | Teppich   | Nuria Párrizas Díaz     | 6:2, 7:65      |
| 6.  | 18. Juli 2021     | Nur-Sultan          | ITF W60     | Hartplatz | Walerija Sawinych       | 4:6, 6:3, 6:2  |
| 7.  | 17. Dezember 2023 | Scharm asch-Schaich | ITF W25     | Hartplatz | Jelena Pridankina       | 6:2, 6:1       |
| 8.  | 4. Februar 2024   | Scharm asch-Schaich | ITF W35     | Hartplatz | Jelena Pridankina       | 6:0, 6:3       |

### Doppel
| Nr. | Datum            | Turnier             | Kategorie   | Belag     | Partnerin              | Finalgegnerinnen                              | Ergebnis  |
| --- | ---------------- | ------------------- | ----------- | --------- | ---------------------- | --------------------------------------------- | --------- |
| 1.  | 9. Mai 2015      | Aschkelon           | ITF $10.000 | Hartplatz | Naomi Totka            | Laura Deigman Hélène Scholsen                 | 6:0, 6:2  |
| 2.  | 20. Juni 2015    | Telawi              | ITF $10.000 | Sand      | Tinatin Kawlaschwili   | Marianna Natali Seira Shimizu                 | 6:4, 7:5  |
| 3.  | 2. April 2016    | Scharm asch-Schaich | ITF $10.000 | Hartplatz | Nastja Kolar           | Oleksandra Koraschwili Margarita Lasarewa     | 7:60, 7:5 |
| 4.  | 16. Oktober 2016 | Scharm asch-Schaich | ITF $10.000 | Hartplatz | Alena Fomina           | Guadalupe Pérez Rojas Jil Teichmann           | 6:2, 6:3  |
| 5.  | 22. April 2017   | Kairo               | ITF $15.000 | Sand      | Tereza Mihalíková      | Bojana Marinković Despina Papamichail         | 7:67, 6:3 |
| 6.  | 7. Juli 2017     | Istanbul            | ITF $15.000 | Sand      | Ekaterine Gorgodse     | Petja Arschinkowa İpek Öz                     | 6:1, 6:3  |
| 7.  | 31. März 2018    | Scharm asch-Schaich | ITF $15.000 | Hartplatz | Barbora Štefková       | María Paulina Pérez García Paula Pérez García | 6:2, 7:66 |
| 8.  | 10. Juli 2021    | Nur-Sultan          | ITF W25     | Hartplatz | Jekaterina Jaschina    | Wlada Kowal Anastassija Tichonowa             | 7:67, 6:1 |
| 9.  | 31. Oktober 2021 | Poitiers            | ITF W80     | Hartplatz | Samantha Murray Sharan | Audrey Albié Léolia Jeanjean                  | 7:65, 6:0 |
| 10. | 19. Februar 2022 | Altenkirchen        | ITF W60     | Teppich   | Samantha Murray Sharan | Susan Bandecchi Simona Waltert                | 6:3, 7:5  |
| 11. | 8. Oktober 2022  | Trnava              | ITF W60     | Hartplatz | Maia Lumsden           | Diāna Marcinkēviča Conny Perrin               | 6:2, 6:3  |
| 12. | 12. August 2023  | Roehampton          | ITF W25     | Hartplatz | Yuriko Miyazaki        | Talia Gibson Petra Hule                       | 7:5, 6:3  |

## Abschneiden bei Grand-Slam-Turnieren

### Dameneinzel
| Turnier         | 2019 | 2020 | 2021 | 2022 | 2023 | 2024 | 2025 | Karriere |
| --------------- | ---- | ---- | ---- | ---- | ---- | ---- | ---- | -------- |
| Australian Open | —    | Q1   | Q2   | Q1   | —    | —    | Q2   | —        |
| French Open     | —    | Q1   | Q2   | Q1   | —    | —    | Q1   | —        |
| Wimbledon       | Q1   |      | Q1   | Q2   | —    | —    | Q2   | —        |
| US Open         | 2    | —    | Q2   | —    | —    | —    |      | 2        |

Zeichenerklärung: S = Turniersieg; F, HF, VF, AF = Einzug ins Finale / Halbfinale / Viertelfinale / Achtelfinale; 1, 2, 3 = Ausscheiden in der 1. / 2. / 3. Hauptrunde; Q1, Q2, Q3 = Ausscheiden in der 1. / 2. / 3. Qualifikationsrunde; nicht ausgetragen

### Juniorinneneinzel
| Turnier         | 2016 | Karriere |
| --------------- | ---- | -------- |
| Australian Open | —    | —        |
| French Open     | —    | —        |
| Wimbledon       | AF   | AF       |
| US Open         | —    | —        |

### Juniorinnendoppel
| Turnier         | 2016 | Karriere |
| --------------- | ---- | -------- |
| Australian Open | —    | —        |
| French Open     | —    | —        |
| Wimbledon       | F    | F        |
| US Open         | —    | —        |